# Juan Nepomuceno Terrero (empresario)
Juan Nepomuceno Terrero (n. Buenos Aires, 1791 - Buenos Aires, 1865) fue un estanciero y empresario argentino, socio, amigo y pariente de Juan Manuel de Rosas. Su hijo Máximo se casó con Manuelita Rosas.

## Biografía
Nació en Buenos Aires en el seno de una de las familias tradicionales argentinas. Era el tercer hijo del médico Joaquín José Terrero y Escalera y doña María Josefa Villarino y González.
En 1815, junto con Luis Dorrego –hermano del Manuel Dorrego– y Juan Manuel de Rosas, formó una sociedad con la que creó el primer saladero en la provincia de Buenos Aires en Las Higueritas, cerca de Quilmes.
Sus negocios lo llevaron a amasar una importante fortuna con la que adquirió extensas tierras a lo largo de la «frontera india». Además fue dueño de una quinta de 40 ha en el pueblo de San José de Flores –actualmente en la zona de Rivadavia y Gaona en el barrio de Flores–, donde también fue Juez de paz.
Políticamente fue un fuerte partidario de Rosas en contra de las políticas unitarias de Bernardino Rivadavia.
En junio de 1834, con la renuncia de Juan José Viamonte al cargo de Gobernador de Buenos Aires, le fue ofrecido el cargo a Terrero, que no aceptó.
Falleció en la ciudad de Buenos Aires en 1865. Sus restos descansan en el Cementerio de Flores.

## El sable de San Martín
Cuando Rosas escribió su testamento en la cláusula décima octava dispuso:

A mi primer amigo el Señor D. Juan Nepomuceno Terrero se entregará la espada que me dejó el Excelentísimo Señor Capitán General D. José de San Martín ("y que lo acompañó en toda la Guerra de la Independencia") por la firmeza que sostuve los derechos de mi Patria. Muerto mi dicho amigo, pasará a su esposa la Señora D. Juanita Rábago de Terrero, y por su muerte a cada uno de sus hijos e hija, por escala de mayor edad.

A la muerte de Rosas, Juan Nepomuceno Terrero ya había fallecido, correspondiéndole la posesión a Máximo Terrero, su hijo mayor y esposo de Manuelita Rosas.